# Claudia Pereira
Claudia Vanessa de Souza Fontoura Pereira (Ilha Solteira, 18 de fevereiro de 1976), é uma advogada e política brasileira filiada ao Podemos (PODE). Foi deputada estadual do Paraná.

## Biografia
Claudia Pereira nasceu no estado de São Paulo, no município de Ilha Solteira. É formada em Direito e possui especialização na Lei de Responsabilidade Fiscal. É casada com o ex-deputado e ex-prefeito de Foz do Iguaçu, Reni Pereira. É cristã evangélica, sendo membro da Congregação Cristã no Brasil.
Foi Secretária de Assistência Social da prefeitura de Foz do Iguaçu, de 2013 a 2014, nomeada pelo seu esposo, logo após tomar posse como prefeito. Nas eleições de 2014, foi eleita deputada estadual. Nas eleições de 2018, disputou a reeleição, não sendo eleita.